# Municipio de Osby
El municipio de Osby (en sueco: Osby kommun) es un municipio de Escania, la provincia más austral de Suecia. Su sede se encuentra en la ciudad de Osby. Fue establecido el 1 de enero de 1974, cuando la antigua ciudad de mercado Osby (instituida como tal en 1937) se fusionó con tres municipios rurales adyacentes.

## Localidades
Hay trew áreas urbanas (tätort) en el municipio:
| # | Tätort    | Población |
| - | --------- | --------- |
| 1 | Osby      | 6,947     |
| 2 | Lönsboda  | 1,899     |
| 3 | Killeberg | 575       |

## Ciudades hermanas
Osby está hermanado o tiene tratado de cooperación con:
- Gribskov, Dinamarca
- Kretinga, Lituania